# Neoantistea magna
Neoantistea magna là một loài nhện trong họ Hahniidae.
Loài này thuộc chi Neoantistea. Neoantistea magna được Eugen von Keyserling miêu tả năm 1887.